# Ukrán szárazföldi erők
Az Ukrán szárazföldi erők, teljes, hivatalos nevén az Ukrán Fegyveres Erők Szárazföldi Erői (ukránul: Сухопутні війська Збройних сил України, magyar átírásban: Szuhoputnyi vijszka Zbrojnix szil Ukrajini) az Ukrán Fegyveres Erők egyik haderőneme. A szárazföldi erők az ukrán hadsereg legfontosabb és legnagyobb létszámú része. Létszáma 2022-es állapot szerint kb. 250 ezer fő. A szárazföldi erők alapvető fegyvernemei a harckocsizó és gépesített csapatok, a hegyivadász csapatok, a rakétás és tüzér csapatok, valamint a csapatlégvédelem és a csapatrepülők.Ennek megfelelően fő harceszközei a harckocsik, gyalogsági harcjárművek, hadműveleti és harcászati rakéták, önjáró csapatlégvédelmi rendszerek, valamint harci- és szállító helikopterek. Parancsnoka 2025. június 19-től Hennagyij Sapovalov.